# 朱斯蒂诺
朱斯蒂诺（義大利語：Giustino），是意大利特伦托自治省的一个市镇。总面积40平方公里，人口742人，人口密度18.6人/平方公里（2009年）。ISTAT代码为022093。